# Bruce Lee-szobor (Hongkong)
A hongkongi Bruce Lee-szobor közadakozásból épült, és a filmszínész-harcművész születésnapjának 65. évfordulóján avatták fel, alkotója Kao Csong-en volt.
Bruce Lee 1973. július 20-án halt meg Hongkongban. Születésének 65. évfordulójára rajongói eredetileg egy múzeumot szerettek volna nyitni, de a klubnak csak százezer dollárt sikerült összegyűjtenie, ami nem volt elég. A pénzből viszont finanszírozni lehetett egy  szobor elkészíttetését és felállíttatását a hongkongi Hírességek sétányán. Az adakozók háromféle terv közül választották ki a harcművészt megörökítő pózt. Mindhárom terv meztelen felsőtesttel ábrázolta Bruce Lee-t. A választott – harcra kész – póz a Tomboló ököl című 1972-es film egyik jelenetét eleveníti fel. A két és fél méter magas szobrot 2005. november 27-én a néhai harcművész testvére, Robert Lee avatta fel. Az alkotást később el kellett költöztetni a vízparti sétány átalakítása miatt.